# Wifredo Ricart
Wifredo Pelayo Ricart Medina, född 15 maj 1897, död 19 augusti 1974 var en spansk motor- och bilkonstruktör.
Ricart föddes i Barcelona och tog ingenjörsexamen 1918. Under 1920-talet startade han flera företag inom bilindustrin i sin hemstad, men inget blev särskilt långlivat. 1930 blev han medlem i amerikanska Society of Automotive Engineers och etablerade sig som konsult i den europeiska motorindustrin.
1936 började Ricart arbeta för Alfa Romeos motoravdelning, där han tog fram motorer för tävlingsbilar och flygplan. Sedan Vittorio Jano lämnat företaget utsågs Ricart till chefskonstruktör och utvecklade grand prix-bilarna Tipo 512 och Tipo 162.
Ricart återvände till Barcelona vid andra världskrigets slutskede. Där blev han chef för det nystartade ENASA. Hans mest berömda konstruktion är sportbilen Pegaso Z-102, men han tog även fram motorer till företagets lastbilar och bussar. Ricart var mer intresserad av teknik än ekonomiska realiteter och 1959 tvingades han bort från ENASA. Han återgick då till konsultverksamheten.